# معركة أرسوف 1265
معركة أرسوف (1265)، معركة وحصار خاضهما السلطان الظاهر بيبرس من 21 آذار إلى سقوط مدينة أرسوف في 26 نيسان 1265 والتي تقع بالقرب من مدينة يافا الفلسطينية في فلسطين.

## البداية
بعد معركة عين جالوت، استلم الظاهر بيبرس حكم مصر سنة 1260، وكان عليه مواجهة الخطر المغولي والخطر الصليبي في نفس الوقت. قضى بيبرس عشر سنين كاملة من 1261 إلى 1271 في حرب ضد الصليبيين والمغول والحشاشين، في الشام ومملكة أرمينيا الصغرى. ولم يُهزَم في أي من تلك المعارك.
في خريف 1264 توغَّل الصليبيون التابعون للويس التاسع ملك فرنسا في ضواحي بيسان بفلسطين، وظهرَت تهديدات مغولية في الشام، فخرج الظاهر بيبرس على رأس الجيش المملوكي من القاهرة في بداية سنة 1265، وتظاهر بأنه مشغول برحلة صيد في التلال القريبة من مدينة أرسوف، والتابعة للدولة المملوكية. ثم وفي يوم 27 شباط، فاجأ الصليبيين أمام قيسارية وحاصر قلعتها إلى أن استسلمت له يوم 4 آذار 1265، وبعد أن منح الأمان للحامية الصليبية الموجودة بها وسمح لها بمغادرة المدينة، دخل الظاهر بيبرس القلعة وساوى قلعتها بالأرض. من قيسارية سار بيبرس إلى حيفا فهرب سكانها وحاميتها بالمراكب، فاستلمها بيبرس ودخلها ودمر قلعتها، وبعد حيفا مضى إلى قلعة عثليت الضخمة التي كانت بيد فرسان المعبد وحاصرها، إلا أن فرسان المعبد صمدوا.

## محاصرة أرسوف وسقوطها
زحف بيبرس يوم 21 آذار على أرسوف التي كانت بيد فرسان الإسبتارية وكانوا قد ملؤوها بالمؤن والمحاربين وكان في قلعتها نحو 270 فارس. وكان بيبرس قد نقل كميات كبيرة من الأخشاب ووضعها حول أرسوف كي يجعل منها سواتر تحمي جيشه. وبعد أن حفر مهندسو الحصار أنفاقًا وسقفوها بالخشب، سلمت للمقدمين من الأمراء. واشترك بيبرس بنفسه في الحفر ونقل الحجارة ودفع المجانيق ورمي السهام والمبارزة. وبعد أن تمكنت المجانيق أن تهدم الأسوار وتفتح فيها ثغرات بدأ الزحف بدخول المدينة في يوم 6 نيسان 1265. هاجم بيبرس القلعة واستبسل الإسبتارية في الدفاع عنها، ولمدة ثلاثة أيام دكت المجانيق وآلات الحصار أسوار القلعة إلى أن استسلمت، بعدما قُتل فيها نحو ثلث المحاربين الصليبيين. وطلب قائد القلعة الأمان لمن بقي من العسكر الصليبي، فأعطاهم بيبرس الأمان واستلم القلعة منهم ورُفعَت رايات بيبرس عليها وسلم الصليبيين سلاحهم وخرجوا في صفوف طويلة وهم مقيدين بالحبال ، يقول المؤرخ بيبرس الدوادار الذي حضر حصار أرسوف أن بيبرس قسم أبراجها على الأمراء لكي يهدموها ونقل الأسرى الصليبيين في الأغلال إلى الكرك. إن تدمير الحاميات والقلاع والأبراج بعد استسلامها، كان كي لا يعود إليها الصليبيين بعد خروج الجيش المملوكي منها.
عندما أخذ بيبرس أرسوف رجع بالجيش إلى مصر بعدما علم بأن الصليبيين أرسلوا تعزيزات من قبرص إلى عكا كي لا يهاجمها، فاكتفى بالاستيلاء على المناطق المحيطة بعكا مما جعلها مكشوفة. وسهل لمن بعده الاستيلاء عليها، وهذا ما فعله السلطان الأشرف خليل بعد ذلك في فتح عكا سنة 1291 والتي كان من الصعب فتحها دون التمهيد الذي قام به بيبرس، وقد كانت حامية عكا آخر معاقل الصليبيين في الشرق.
دخل بيبرس القاهرة على رأس جيشه المنتصر ومعه الأسرى الصليبيين وخرج ابنه الملك السعيد لاستقباله، وعبر من باب زويلة ودخل قلعة الجبل وأنعم على الامراء، وكتب خطابًا لصاحبه مانفرد ملك صقلية وابن فريدريك الثاني يحكي لهما فيه عن الانتصارات التي حققها.
سقوط أرسوف ومن قبلها قيسارية وحيفا في يد الظاهر بيبرس، أصاب الصليبيين بالرعب وأدركوا أن أيامهم في شرق البحر المتوسط قد صارت معدودة.

## معرض

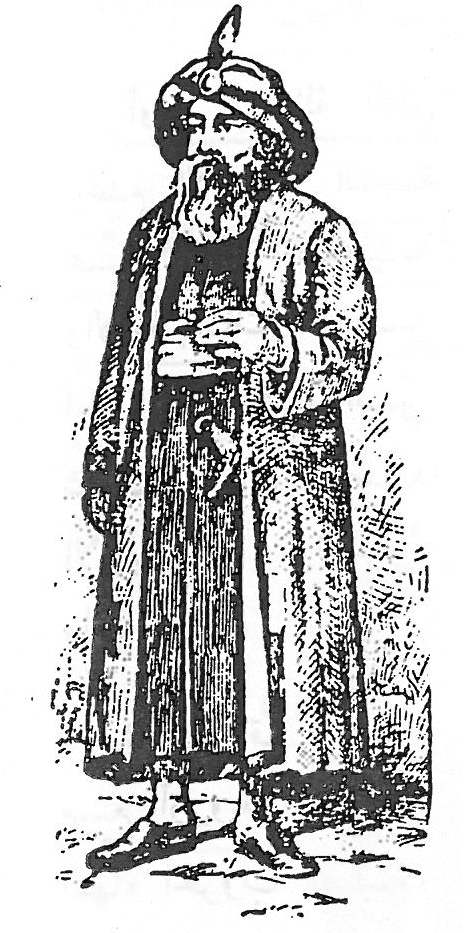
رسم للظاهر بيبرس
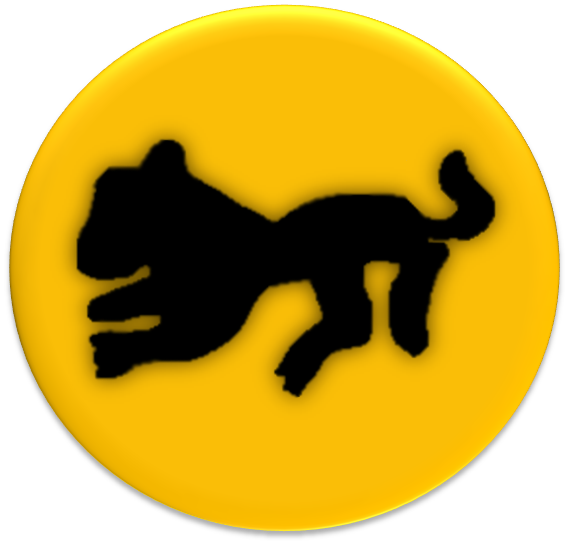
الأسد رنك الظاهر بيبرس
عملة نقدية قديمة، تعود لزمن الظاهر بيبرس